# NEO UNDER
NEO UNDER（ネオ・アンダー）は、1993年9月5日に発売された黒夢のインディーズ時代の映像作品である。

## 概要
- 『亡骸を…』に収録された3曲をミュージックビデオ化した。
- 発売直後に回収されたが約2000本程が流通してしまった。

## 収録曲
1. 十字架との戯れ
（作詞:清春 作曲:人時）
2. 終幕の時
（作詞:清春 作曲:臣）
3. 讃美歌
（作詞:清春 作曲:臣）